# Peter Rowan

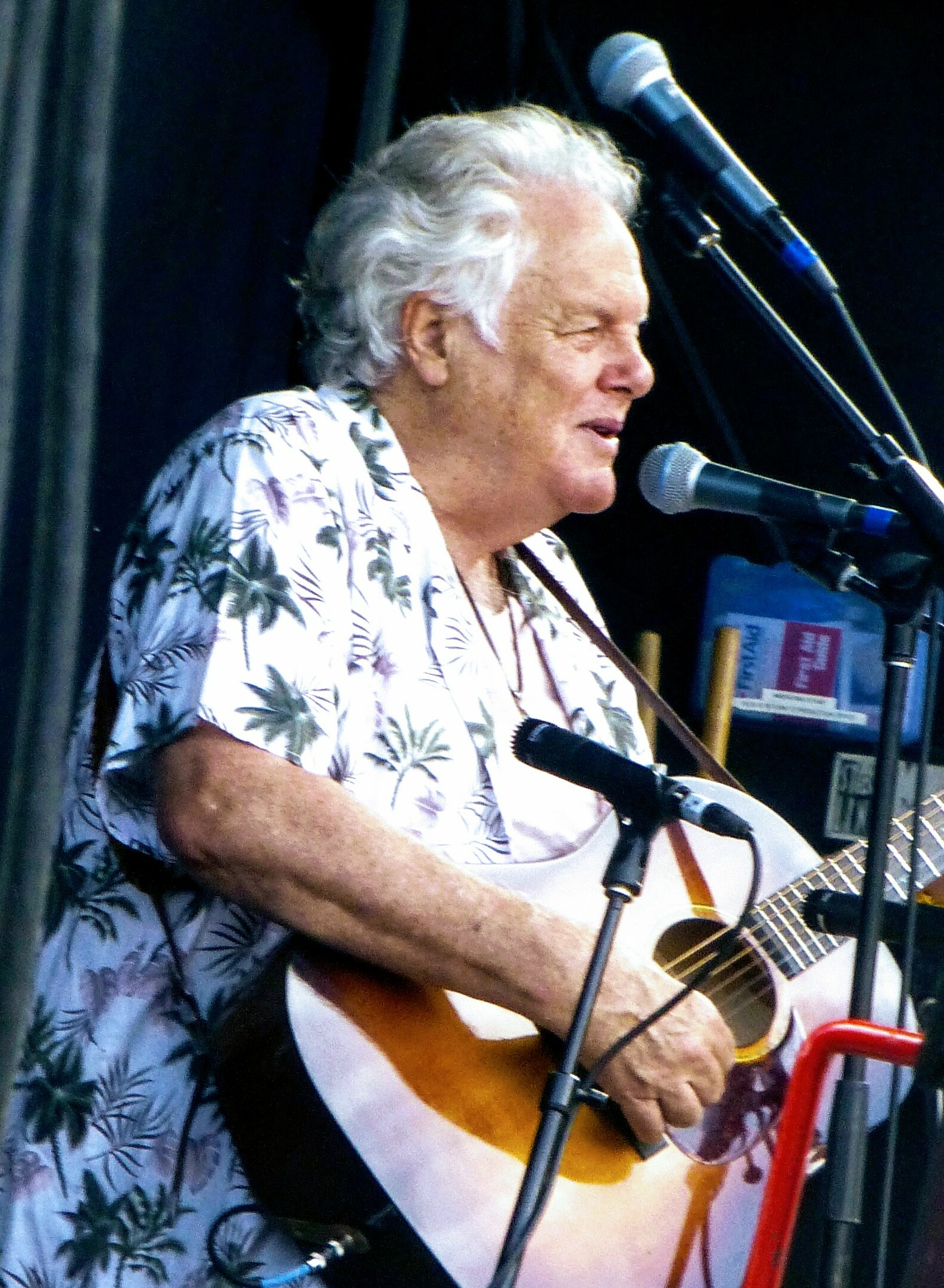
Peter Rowan (2017)

Peter Rowan (* 4. Juli 1942 in Wayland, Massachusetts) ist ein US-amerikanischer Bluegrass-Musiker und Songwriter. Er kann auf eine langjährige Karriere als Solist und Mitglied verschiedener Bands zurückblicken, darunter Bill Monroes Bluegrass Boys.

## Leben

### Anfänge
Durch ein günstiges familiäres Umfeld geprägt – seine Eltern und mehrere Verwandte waren Musiker – lernte Peter Rowan bereits in frühen Jahren Gitarre spielen. Als Schüler sammelte er erste Erfahrungen in verschiedenen Bands. Die von ihm auf der High School gegründete Tex-Mex-Gruppe The Cupids war in der Region um Boston bemerkenswert erfolgreich und veröffentlichte eine Single. 
1963 brach er sein Hochschulstudium ab, um professioneller Musiker zu werden. Zunächst schloss er sich als Mandolinenspieler und Sänger den Mother Bay State Entertainers an. Auf Vermittlung von Bill Keith, mit dem er zuvor einige Male musiziert hatte, wurde er von Bill Monroe für seine Begleitband, die Bluegrass Boys, engagiert.

### Karriere

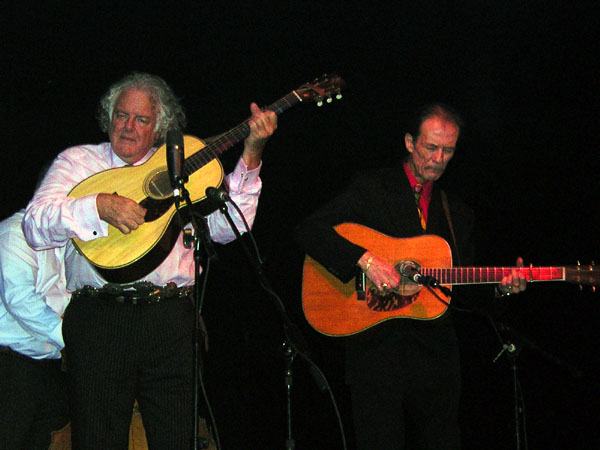
Rowan (links) mit Tony Rice (2008)

1967 trennte er sich von Bill Monroe und gründete zusammen mit David Grisman die Band Earth Opera, die mehrere Alben einspielte und auch als Vorgruppe der Doors bekannt wurde. In diesen Jahren arbeitete er verstärkt als Songwriter. Sein bekanntester Titel war der 1969 entstandene Panama Red. 1972 schloss er sich der Folk/Rock-Formation Seatrain an, deren Schallplatten von George Martin produziert wurden. 
1973 wurde er Mitglied von Jerry Garcias Bluegrass-Band Old and in the Way, bei der auch sein alter Weggefährte David Grisman spielte. Ein Jahr später gründete er zusammen mit Clarence White, David Grisman, und Richard Greene die Gruppe Muleskinner, die ebenfalls nur kurzzeitig Bestand hatte.
In den 1980er Jahren arbeitete Rowan mehrfach mit Flaco Jimenez zusammen. 1983 gründete er in Nashville die Band Wild Stallions. Mit seinen Brüdern Chris und Lorin arbeitete er mehrfach unter dem Namen The Rowans an gemeinsamen Projekten. Zwischen 1975 und 1977 wurden drei Alben veröffentlicht. In den folgenden Jahren spielte er mit zahlreichen bekannten Bluegrass-Musikern zusammen, darunter Jerry Douglas und Tony Rice. Außerdem brachte er mehrere Soloalben heraus, bei denen er ein weites Spektrum musikalischer Stilrichtungen abdeckte. So veröffentlichte er 2001 das Album Reggaebilly, bei dem schwermütige Countryklänge und Fiddle-Musik mit einem Reggae-Rhythmus unterlegt wurden.
2002 nahm er gemeinsam mit Don Edwards das Album High Lonesome Cowboy auf, das 2003 für einen Grammy in der Sparte Best Traditional Folk Album nominiert war. Im September 2010 erschien mit Legacy eine Sammlung vorwiegend eigener Songs, mit der Rowan zu seinen Bluegrass-Wurzeln zurückkehrte.
2022 wurde Rowan in die International Bluegrass Music Hall of Fame aufgenommen.

## Diskografie

### Alben
- 1978: Peter Rowan
- 1979: Bluegrass Album (als Rowan, Greene & the Red Hot Peppers)
- 1979: Hiroshima Mon Amour
- 1980: Texican Badman
- 1980: Medicine Trail
- 1981: Peter Rowan & the Wild Stallions
- 1982: The Walls of Time
- 1983: Revelry (mit Tex Logan & Greg Douglas)
- 1983: San Antonio Sound
- 1984: Peter Rowan With The Red Hot Pickers
- 1984: Live Rockin' Tex-Mex (mit Flaco Jimenez)
- 1985: The First Whippoorwill
- 1985: Hot Bluegrass (mit Bill Keith & Jim Rooney)
- 1986: San Antonio Sound
- 1988: New Moon Rising
- 1990: Dust Bowl Children
- 1991: All on a Rising Day
- 1993: Awake Me in the New World
- 1994: Tree on a Hill (als Peter Rowan and the Rowan Brothers)
- 1996: Yonder (mit Jerry Douglas)
- 1996: Bluegrass Boy
- 1999: New Freedom Bell (mit Druhá Tráva)
- 2001: Reggaebilly
- 2002: High Lonesome Cowboy (mit Don Edwards)
- 2003: Crazy People (als The Rowan Brothers)
- 2004: You Were There for Me (mit Tony Rice)
- 2007: Quartet (mit Tony Rice)
- 2007: Crucial Country
- 2010: Legacy
- 2013: The Old School
- 2014: Dharma Blues
- 2017: My Aloha!
- 2018: Carter Stanley's Eyes
- 2022: Calling You From My Mountain